# Poświętno
Poświętno (pol. hist. Poświątne, Małe Popówko) – wieś w Polsce położona w województwie wielkopolskim, w powiecie wolsztyńskim, w gminie Przemęt.

## Położenie
Miejscowość Poświętno położona jest w południowo-wschodnim pasie wysoczyznowym, na skraju dwóch dużych rejonów: Wysoczyzny Leszczyńskiej i Pradoliny Warszawsko-Berlińskiej. Administracyjnie należy do gminy Przemęt w powiecie wolsztyńskim, województwo wielkopolskie. Gmina Przemęt wraz z Poświętnem zlokalizowana jest na granicy Pojezierza Lubuskiego i Pojezierza Wielkopolskiego.

## Przyroda
Powierzchnia wsi składa się z:
- gruntów ornych – 178,6 ha
- łąk – 6,6 ha
- pastwisk – 20,3 ha
- lasów – 7,8 ha
- sadów – 2,3 ha

Ukształtowanie terenu jest wynikiem ostatniego zlodowacenia. Podczas wycofywania się, lodowiec pozostawił naniesione duże masy materiału, są to przede wszystkim piaski i żwiry. Spowodowało to powstanie moreny dennej i czołowej, w postaci drobnych pagórków.

## Historia
Wieś pierwotnie związana była z Wielkopolską. Początkowo nazywała się Poświątne, a także Małe Popówko. Istnieje co najmniej od połowy XV wieku. Po raz pierwszy wymieniana w archiwalnym, łacińskojęzycznym dokumencie z 1446 pod nazwą Posswatne, 1446 Posswanthnye alias Malye Popowko, 1501 Poswyathne, Poszwyathne, 1502 Poswyatne oraz odmiejscowe nazwisko utworzone od nazwy wsi Poswyathny, w 1510 Poszvyathne, 1513 Poszwiathne, 1519 Poszwyatnye, 1521 Poszwyathnye, 1534 Posswiathne, 1534 Posswiątne, Posswiathne, 1538 Posswiathne, 1563 Poszwyanthne, 1566 Poszwiathne, 1567 Posswyąthne.
Miejscowość była początkowo własnością opactwa cystersów w Przemęcie, a potem stała się prywatną wsią szlachecką należącą do rodu Poświątnych, którzy od nazwy wsi przyjęli odmiejscowe nazwisko, a także Rąbińskich, Popowskich, Robaczyńskich, Czackich, Gawrońskich. W 1501 leżała w powiecie kościańskim Korony Królestwa Polskiego. W 1471 należała do parafii Charbielin.
W roku 1444 Biskup Andrzej Bniński, za zgodą kapituły poznańskiej, odstąpił Helenie Spławskiej oraz jej synom, Andrzejowi i Janowi, folwark biskupi Poświętno, w zamian za roczny czynsz 3 grzywien z ich majątku Spławie. W 1446 opat klasztoru w Przemęcie sprzedał Mikołajowi Rąbińskiemu folwark Poświętno za 140 grzywien. W 1446 Mikołaj ten zapisał swojej żonie Zbychnie po 50 grzywien posagu oraz wiana na połowie folwarku Poświętno alias Malye Popowko. W połowie XV wieku właścicielami wsi stali się bracia Andrzej, Piotr, Jan, Wincenty oraz Paweł Poświątni. W 1466 bracia pozwani zostali przez opata przemęckiego o 30 grzywien, które był winien opatowi już ich zmarły ojciec.
W 1497 król polski Jan Olbracht nadał prawa do dóbr Jana Kwaśnego z Poświętna sędziemu poznańskiemu Piotrowi Opalińskiemu z powodu zaniedbania przez poprzedniego właściciela obowiązku udziału w pospolitym ruszeniu w czasie wojny polsko-tureckiej jaka miała miejsce w latach 1485-1503.
W 1565 dziedzic części Poświętna Wojciech Robaczyński dał swojej matce Małgorzacie Powodowskiej wdowie po Jakubie Robaczyńskim w dożywocie całe części wsi, a na połowie swoich dóbr w Poświętnie i Robaczynie oraz na folwarku przy granicy z Nietążkowem zapisał po 60 złotych posagu i wiana swojej żonie Małgorzacie. W 1582 sprzedał on z zastrzeżeniem prawa odkupu Jakubowi Drzewieckiemu swoje części dziedziczne w Poświętnie oraz całą wieś Sikorzyno za 2000 złotych polskich. W latach 1580–1585 jako właściciel we wsi odnotowany został Andrzej Gawroński. W 1585 sprzedał on z zastrzeżeniem prawa odkupu Wojciechowi Robaczyńskiemu część wsi Poświętno za 400 złotych polskich.
Wieś odnotowano również w historycznych rejestrach podatkowych. W 1563 pobrano podatki we wsi z 3 łanów. W 1566 z części Wojciecha Robaczyńskiego pobrano podatki od 5 zagrodników. W 1580 z części należącej do Stanisława Czackiego pobrano podatki od 4 zagrodników, dwóch komorników, od jednego owczarza wypasającego 20 owiec. W latach 1580–1585 pobór zapłacili: 1580-1581 Stanisław Ciołek Czacki, 1580–1582 Wojciech Robaczyński sive Czacki, 1580-1585 Andrzej Gawroński.
Po pożarze kościoła w Charbielinie w 1653 roku, nową świątynię wybudowano w sąsiedniej Dłużynie i nadano jej prawa parafialne (terytorium parafii pozostało takie samo).
W wyniku II rozbioru Rzeczypospolitej w 1793, miejscowość przeszła w posiadanie Prus i jak cała Wielkopolska znalazła się w zaborze pruskim. W okresie Wielkiego Księstwa Poznańskiego (1815–1848) miejscowość wzmiankowana jako Poświętno należała do wsi większych w ówczesnym pruskim powiecie Kosten rejencji poznańskiej. Poświętno należało do okręgu śmigielskiego tego powiatu i stanowiło część majątku Marownica (dziś Morownica), który należał wówczas do Hektora Kwileckiego. Według spisu urzędowego z 1837 roku Poświętno liczyło 103 mieszkańców, którzy zamieszkiwali 8 dymów (domostw).
W roku 1884 majątek Morownica (w którego skład wchodziło także Poświętno) został zakupiony przez Aleksandra Caesara za sumę 245 tysięcy talarów.
W roku 1901 ks. proboszcz Felicjan Rybicki założył bractwo Straż św. Józefa, które do archidiecezji poznańskiej wprowadził arcybiskup Florian Stablewski w 1900 roku. Do bractwa tego należało 97 mieszkańców Poświętna (co stanowiło 39% populacji).
W latach 1975–1998 miejscowość administracyjnie należała do województwa leszczyńskiego.

## Zabytki
Obiekty zabytkowe podlegające ochronie:
- Kapliczka, murowana, 1881 rok
- Szkoła, murowana, koniec XIX wieku
- Świetlica wiejska, murowana, początek XX wieku
- Zagroda nr 6:
  - dom, szach. ok. 1890 rok
  - stodoła, murowana, 1890
- Dom nr 8, koniec XIX wieku, wnętrza przebudowane w latach 70. XX wieku
- Dom nr 11, koniec XIX wieku
- Dom nr 12, połowa XIX wieku
- Dom nr 13, 1870 rok, przebudowany w 1912 roku
- Dom nr 17/18, prawdopodobnie początek XIX wieku
- Dom nr 23, 1888 rok
- Dom nr 25, koniec XIX wieku
- Dom nr 39, koniec XIX wieku, podwyższenie dachu i powiększenia okien dokonano w roku 1932
- Stodoła w zagrodzie nr 36, murowana, koniec XIX wieku
- Stodoła w zagrodzie nr 37, murowana, początek XX wieku
- Stodoła w zagrodzie nr 39, murowana, początek XX wieku
- Stodoła w zagrodzie nr 45, gliniano-murowana początek XX wieku